# Название Пакистана
Название «Пакистан» буквально означает «земля безупречных, чистых» на урду и персидском языке.
Название страны было придумано Рахматом Али, активистом движения за создание независимого мусульманского государства. В 1933 году, будучи студентом Кембриджского университета, Рахмат Али выпустил брошюру «Сейчас или никогда» (англ. Now or Never), в которой предложил создать из территорий Британской Индии отдельное государство для «30 миллионов братьев-мусульман», борющихся против «политического распятия и полного уничтожения». В качестве названия предлагаемой страны Рахмат Али предложил акроним из названий пяти северных регионов Британской Индии: Пенджаб, Афгания, Кашмир, Синд и Белуджистан. При чтении по буквам: П — Пенджаб, А — Афгания, К— Кашмир,С— Синд и ТАН — последние три буквы из названия «Белуджистан». Поскольку язык урду, на основе которого образовано название, пользуется арабской графикой, в которой краткие гласные на письме не отображаются, краткий гласный «и», имеющийся в названии «Пакистан», в приведённой аббревиатуре не отражён. Буква «и» была впоследствии включена для облегчения произношения. Получившееся название «Пакистан» имеет также и другую интерпретацию: если рассматривать его как словосложение, на базе того же языка урду пак означает «чистый, ясный, незапятнанный, безупречный,
добродетельный», а стан — «страна», то есть «страна чистых людей» под которыми, очевидно, подразумеваются мусульмане. Суффикс ستان (-stān) является персидским словом, означающим «место», а также напоминает синонимичное санскритское слово sthāna स्थान.